# R.A. the Rugged Man
R.A. the Rugged Man, pseudonimo di Richard Andrew Thorburn (Long Island, 10 gennaio 1974), è un rapper statunitense.

## Biografia
Richard Andrew è il secondo nome di Thorburn; il suo primo nome non è mai stato reso noto, per una ragione non conosciuta al pubblico.
Da parte della madre ha origini tedesche. Il padre, John A. Thorburn, era un veterano del Vietnam e morì di cancro il 7 gennaio 2010, tre giorni prima del compleanno del figlio. R.A. disse che suo padre era molto felice nel suo ultimo anno di vita, dato che poteva pianificare la sua morte. R.A. racconta la storia di suo padre nel brano Uncommon Valor: A Vietnam Story, tratta dall'album Servants in Heaven, Kings in Hell dei Jedi Mind Tricks e presente anche nel Mixtape uscito nel 2009.
Il fratello nacque cieco e invalido e morì a dieci anni di età; la sorella nacque senza l'abilità di camminare né parlare e morì nel 2007 all'età di ventisei anni.  Entrambi risentirono dell'esposizione del padre all'Agente Arancio.

## Carriera
È uno dei pochi rapper bianchi ad aver lavorato con The Notorious B.I.G., nel brano Cunt Renaissance. Ha lavorato anche con il duo Mobb Deep, e con grandi produttori, come RZA, The Alchemist, Erick Sermon e Dj Quik. Nel 2004 pubblica il suo primo album dal titolo Die, Rugged Man, Die prodotta da Ayatollah, nel singolo Chains collabora con Masta Killa del Wu Tang Clan e con Killah Priest. Nel 2013, 9 nove anni dopo l'album di debutto, pubblica Legends Never Die, dove vediamo il rapper collaborare con grandi figure, come Talib Kweli, Masta Ace, Tech N9ne e Hopsin. Nel 2009 pubblica un mixtape ovvero Legendary Classics Volume 1. Nel corso della sua carriera ha duettato con vere e proprie leggende del genere, come ad esempio Kool G Rap, nella traccia 3 Kingz. Inoltre ha collaborato molte volte con Vinnie Paz dei Jedi Mind Tricks. Inoltre si suppone che abbia avuto una faida con il rapper Eminem, dato che R.A. afferma che il rapper di Detroit gli abbia copiato lo stile. Ha anche lavorato per alcuni film come per esempio Bad Biology dove ha lavorato come produttore, scrittore e attore, anche se una piccola cameo, nel film lavorò anche il collega-rapper Vinnie Paz, altri film in cui ha recitato una piccolissima parte sono Three Thug Mice del 2008, Damnation nel 2009,  Skid Row nel 2013.
Il 17 aprile è in uscita il suo quarto lavoro ufficiale All My Heroes Are Dead, LP anticipato da singol Legendary Loser e Golden Oldies, quest'ultima in collaborazione con Slug, membro del gruppo Atmosphere.

## Discografia

### Album
- (2004) - Die, Rugged Man, Die
- (2009) - Legendary Classics Vol. 1
- (2013) - Legends Never Die
- (2020) - All My Heroes Are Dead

## Filmografia

### Attore
- Three Thug Mice, regia di Steve Marcus (2008), cortometraggio
- Bad Biology, regia di Frank Henenlotter (2008), anche produttore
- Damnation, regia di John Carchietta e Carl Morano (2009), cortometraggio
- Skid Row, regia di Michael Shershenovich (2013)